# Giro di Svizzera 1993
Il Giro di Svizzera 1993, cinquantasettesima edizione della corsa, si svolse dal 15 al 24 giugno su un percorso di 1 719 km ripartiti in 10 tappe, con partenza ad Affoltern am Albis e arrivo a Zurigo. Fu vinto dall'italiano Marco Saligari della Ariostea davanti allo svizzero Rolf Järmann e allo spagnolo Fernando Escartín.

## Tappe
| Tappa  | Data      | Percorso                                | km   | Vincitore di tappa     | Leader cl. generale |
| ------ | --------- | --------------------------------------- | ---- | ---------------------- | ------------------- |
| 1ª     | 15 giugno | Affoltern am Albis > Affoltern am Albis | 161  | Johan Museeuw          | Johan Museeuw       |
| 2ª     | 16 giugno | Baden > Baden                           | 181  | Giorgio Furlan         | Johan Museeuw       |
| 3ª     | 17 giugno | Brugg > Interlaken                      | 195  | Tristan Hoffman        | Johan Museeuw       |
| 4ª     | 18 giugno | Berna > Vevey                           | 210  | Pavel Tonkov           | Marco Saligari      |
| 5ª     | 19 giugno | Vevey > Liestal                         | 217  | Vjačeslav Ekimov       | Marco Saligari      |
| 6ª     | 20 giugno | Soletta > Balmberg (cron. individuale)  | 12   | Zenon Jaskuła          | Marco Saligari      |
| 7ª     | 21 giugno | Brig-Glis > Isone                       | 184  | Rolf Järmann           | Marco Saligari      |
| 8ª     | 22 giugno | Rivera > Arosa                          | 201  | Pascal Richard         | Marco Saligari      |
| 9ª     | 23 giugno | Coira > Bad Ragaz                       | 179  | Rolf Sörensen          | Marco Saligari      |
| 10ª    | 24 giugno | Bad Ragaz > Zurigo                      | 179  | Džamolidin Abdužaparov | Marco Saligari      |
| Totale | Totale    | Totale                                  | 1719 |                        |                     |

## Dettagli delle tappe

### 1ª tappa
- 15 giugno: Affoltern am Albis > Affoltern am Albis – 161 km

| Pos. | Corridore        | Squadra  | Tempo    |
| ---- | ---------------- | -------- | -------- |
| 1    | Johan Museeuw    | MG Boys  | 3h45'59" |
| 2    | Fabio Casartelli | Ariostea | s.t.     |
| 3    | Bruno Boscardin  | Gatorade | s.t.     |

| Pos. | Corridore        | Squadra  | Tempo    |
| ---- | ---------------- | -------- | -------- |
| 1    | Johan Museeuw    | MG Boys  | 3h45'59" |
| 2    | Fabio Casartelli | Ariostea | a 4"     |
| 3    | Bruno Boscardin  | Gatorade | s.t.     |

### 2ª tappa
- 16 giugno: Baden > Baden – 181 km

| Pos. | Corridore         | Squadra  | Tempo    |
| ---- | ----------------- | -------- | -------- |
| 1    | Giorgio Furlan    | Ariostea | 4h23'08" |
| 2    | Wilfried Nelissen | Novemail | a 4"     |
| 3    | Fabio Casartelli  | Ariostea | s.t.     |

| Pos. | Corridore        | Squadra  | Tempo    |
| ---- | ---------------- | -------- | -------- |
| 1    | Johan Museeuw    | MG Boys  | 8h09'01" |
| 2    | Fabio Casartelli | Ariostea | a 4"     |
| 3    | Bruno Boscardin  | Gatorade | a 6"     |

### 3ª tappa
- 17 giugno: Brugg > Interlaken – 195 km

| Pos. | Corridore        | Squadra       | Tempo    |
| ---- | ---------------- | ------------- | -------- |
| 1    | Tristan Hoffman  | TVM-Bison Kit | 4h50'26" |
| 2    | Andrea Tafi      | Carrera       | s.t.     |
| 3    | Riccardo Forconi | Amore & Vita  | s.t.     |

| Pos. | Corridore        | Squadra  | Tempo     |
| ---- | ---------------- | -------- | --------- |
| 1    | Johan Museeuw    | MG Boys  | 13h01'52" |
| 2    | Fabio Casartelli | Ariostea | s.t.      |
| 3    | Bruno Boscardin  | Gatorade | a 4"      |

### 4ª tappa
- 18 giugno: Berna > Vevey – 210 km

| Pos. | Corridore      | Squadra      | Tempo    |
| ---- | -------------- | ------------ | -------- |
| 1    | Pavel Tonkov   | Lampre-Polti | 5h09'58" |
| 2    | Marco Saligari | Ariostea     | a 11"    |
| 3    | Zenon Jaskuła  | MG Boys      | a 1'27"  |

| Pos. | Corridore        | Squadra  | Tempo     |
| ---- | ---------------- | -------- | --------- |
| 1    | Marco Saligari   | Ariostea | 18h11'56" |
| 2    | Fabio Casartelli | Ariostea | a 2"      |
| 3    | Rolf Järmann     | Ariostea | a 2'08"   |

### 5ª tappa
- 19 giugno: Vevey > Liestal – 217 km

| Pos. | Corridore        | Squadra  | Tempo    |
| ---- | ---------------- | -------- | -------- |
| 1    | Vjačeslav Ekimov | Novemail | 5h21'12" |
| 2    | Fabio Casartelli | Ariostea | s.t.     |
| 3    | Zenon Jaskuła    | MG Boys  | s.t.     |

| Pos. | Corridore        | Squadra  | Tempo     |
| ---- | ---------------- | -------- | --------- |
| 1    | Marco Saligari   | Ariostea | 23h33'08" |
| 2    | Fabio Casartelli | Ariostea | a 2"      |
| 3    | Beat Zberg       | Carrera  | a 2'10"   |

### 6ª tappa
- 20 giugno: Soletta > Balmberg (cron. individuale) – 12 km

| Pos. | Corridore       | Squadra      | Tempo   |
| ---- | --------------- | ------------ | ------- |
| 1    | Zenon Jaskuła   | MG Boys      | 24'31"  |
| 2    | Pavel Tonkov    | Lampre-Polti | a 15"   |
| 3    | Davide Rebellin | MG Boys      | a 1'30" |

| Pos. | Corridore       | Squadra  | Tempo     |
| ---- | --------------- | -------- | --------- |
| 1    | Marco Saligari  | Ariostea | 23h59'42" |
| 2    | Davide Rebellin | MG Boys  | a 1'38"   |
| 3    | Eddy Bouwmans   | Novemail | a 1'51"   |

### 7ª tappa
- 21 giugno: Brig-Glis > Isone – 184 km

| Pos. | Corridore     | Squadra      | Tempo    |
| ---- | ------------- | ------------ | -------- |
| 1    | Rolf Järmann  | Ariostea     | 5h13'58" |
| 2    | Zenon Jaskuła | MG Boys      | a 52"    |
| 3    | Serhij Ušakov | Lampre-Polti | s.t.     |

| Pos. | Corridore       | Squadra  | Tempo     |
| ---- | --------------- | -------- | --------- |
| 1    | Marco Saligari  | Ariostea | 29h15'14" |
| 2    | Davide Rebellin | MG Boys  | a 1'38"   |
| 3    | Rolf Järmann    | Ariostea | a 1'42"   |

### 8ª tappa
- 22 giugno: Rivera > Arosa – 201 km

| Pos. | Corridore      | Squadra      | Tempo    |
| ---- | -------------- | ------------ | -------- |
| 1    | Pascal Richard | Ariostea     | 5h49'36" |
| 2    | Zenon Jaskuła  | MG Boys      | a 1'25"  |
| 3    | Pavel Tonkov   | Lampre-Polti | a 1'29"  |

| Pos. | Corridore      | Squadra  | Tempo     |
| ---- | -------------- | -------- | --------- |
| 1    | Marco Saligari | Ariostea | 35h07'18" |
| 2    | Rolf Järmann   | Ariostea | a 2'16"   |
| 3    | Eddy Bouwmans  | Novemail | a 2'25"   |

### 9ª tappa
- 23 giugno: Coira > Bad Ragaz – 179 km

| Pos. | Corridore        | Squadra       | Tempo    |
| ---- | ---------------- | ------------- | -------- |
| 1    | Rolf Sörensen    | Carrera       | 4h29'48" |
| 2    | Vjačeslav Ekimov | Novemail      | a 4"     |
| 3    | Scott Sunderland | TVM-Bison Kit | s.t.     |

| Pos. | Corridore         | Squadra       | Tempo     |
| ---- | ----------------- | ------------- | --------- |
| 1    | Marco Saligari    | Ariostea      | 39h37'08" |
| 2    | Rolf Järmann      | Ariostea      | a 2'17"   |
| 3    | Fernando Escartín | Clas-Cajastur | a 2'24"   |

### 10ª tappa
- 24 giugno: Bad Ragaz > Zurigo – 179 km

| Pos. | Corridore              | Squadra      | Tempo    |
| ---- | ---------------------- | ------------ | -------- |
| 1    | Džamolidin Abdužaparov | Lampre-Polti | 4h46'07" |
| 2    | Wilfried Nelissen      | Novemail     | s.t.     |
| 3    | Olaf Ludwig            | Telekom      | s.t.     |

| Pos. | Corridore         | Squadra       | Tempo     |
| ---- | ----------------- | ------------- | --------- |
| 1    | Marco Saligari    | Ariostea      | 44h23'15" |
| 2    | Rolf Järmann      | Ariostea      | a 2'17"   |
| 3    | Fernando Escartín | Clas-Cajastur | a 2'24"   |

## Classifiche finali

### Classifica generale
| Pos. | Corridore         | Squadra                        | Tempo     |
| ---- | ----------------- | ------------------------------ | --------- |
| 1    | Marco Saligari    | Ariostea                       | 44h23'15" |
| 2    | Rolf Järmann      | Ariostea                       | a 2'17"   |
| 3    | Fernando Escartín | Clas-Cajastur                  | a 2'24"   |
| 4    | Eddy Bouwmans     | Novemail-Histor-Laser Computer | a 2'59"   |
| 5    | Pavel Tonkov      | Lampre-Polti                   | a 3'06"   |
| 6    | Felice Puttini    | Mecair-Ballan                  | a 3'31"   |
| 7    | Dimitri Zhdanov   | Novemail-Histor-Laser Computer | a 3'35"   |
| 8    | Davide Rebellin   | MG Boys Maglificio-Technogym   | a 3'36"   |
| 9    | Beat Zberg        | Carrera-Tassoni                | a 4'02"   |
| 10   | Scott Sunderland  | TVM-Bison Kit                  | a 4'45"   |